# Atlas Cantanhede
Atlas Brasil Cantanhede (Boa Vista, RR, 13 de maio de 1919 – Itacoatiara, AM, 19 de fevereiro de 1973) foi um piloto, pecuarista e político brasileiro que foi deputado federal por Roraima.

## Dados biográficos
Filho de Antônio de Jesus Cantanhede e Leonília Brasil Cantanhede. Pecuarista e aviador civil, candidatou-se a deputado federal pela UDN em 1965 para preencher a vaga aberta com as cassações de Gilberto Mestrinho e Félix Valois pelo Ato Institucional Número Um baixado no princípio do Regime Militar de 1964, mas foi derrotado por Francisco Elesbão. Elegeu-se deputado federal pela ARENA de Roraima em 1966, porém foi cassado via Ato Institucional Número Cinco em 7 de fevereiro de 1969. Afastado da política, passou a trabalhar em Manaus no setor de táxi-aéreo. Morreu quando o Cessna PT-ANZ em que estava caiu no Rio Amazonas numa região conhecida como "Varre Vento" quando o avião seguia rumo a Itacoatiara, incidente que vitimou também o piloto Einer Encarnação.
Coincidentemente, desapareceu no dia em que o Aeroporto Internacional de Boa Vista foi inaugurado, tendo sido batizado em sua homenagem em 2009.